# Barry Tasker
Pour les articles homonymes, voir Tasker.
Barry Arthur Tasker est un ancien arbitre néo-zélandais de football des années 1990.

## Carrière
Il a officié dans des compétitions majeures : 
- Coupe du monde de football des moins de 17 ans 1995 (deux matchs)
- Coupe d'Océanie de football 1996 (deux matchs dont la finale aller)